# Кранц, Владимир Павлович
Владимир Павлович Кранц (17 февраля 1913, Моздок, Российская империя — 20 июля 2003, Санкт-Петербург, Российская Федерация) — советский художник, живописец, пейзажист, член Санкт-Петербургского Союза художников (до 1992 года — Ленинградской организации Союза художников РСФСР).

## Биография
Владимир Павлович Кранц родился 17 февраля 1913 года в городе Моздок на Северном Кавказе в семье почтового служащего. Первые уроки живописи и рисования получил в местной студии у художника А. И. Турбина. В 1934 году приехал в Ленинград, в 1935 поступил на архитектурный факультет Ленинградского института инженеров коммунального строительства, который окончил в 1940 году. В 1940—1941 годах работал в Ленизо художником-оформителем.
После начала Великой Отечественной войны с июля по декабрь 1941 года занимался на инженерных курсах при Ленинградской Военно-воздушной академии. По окончании в декабре 1941 года был направлен инструктором в звании техника-лейтенанта в Волчанскую военно-авиационную школу авиамехаников (Сталинабад), где прослужил до конца войны.
После демобилизации в августе 1945 вернулся в Ленинград, работал в Ленизо, с 1947 занимался в студии С. Г. Невельштейна. С 1958 года Владимир Кранц участвовал в выставках, экспонируя свои работы вместе с произведениями ведущих мастеров изобразительного искусства Ленинграда. Писал пейзажи, жанровые картины, натюрморты. В 1970-е годы приобрёл известность как мастер лирического пейзажа. Писал преимущественно живописные окрестности Ленинграда и его пригородов. Совершал творческие поездки на Урал, Байкал, неоднократно работал в домах творчества художников «Академическая дача» и Старая Ладога, в Пушкинских местах Псковской области. В 1972 году Владимир Кранц был принят в члены Ленинградского Союза художников.
Среди созданных Кранцем произведений картины «После дождя» (1959), «Мартовские тени» (1964), «Берёзы», «На Волхове», «На этюдах» (все 1965), «Весна на Волхове», «Начало мая» (обе 1966), «Старая Ладога», «Апрель» (обе 1969), «Сирень» (1970), «Май» (1971), «Мстинская плотина» (1975), «Весенние кружева» (1976), «Любимый город» (1977), «В Гатчинском парке», «Апрель» (обе 1978), «Вечер на озере» (1980), «Июль» (1984), «Зимний этюд» (1986), «Ива цветёт» (1987), «Соловьиное утро» (1993) «Река Плюсса» (1996) и другие.
Персональные выставки произведений Владимира Кранца были показаны в Ленинграде (1967, 1977, 1991) и Санкт-Петербурге (1992, 1995, 2002). В 1970—1980-е годы произведения Владимира Кранца были широко представлены на выставках современной советской живописи в Японии. В 1989—1992 годах его работы с успехом участвовали в выставках и аукционах русской живописи L' Ecole de Leningrad во Франции.
Скончался 20 июля 2003 года в Санкт-Петербурге на 91-м году жизни.
Произведения В. П. Кранца находятся в Государственном Русском музее, в музеях и частных собраниях в России, США, Японии, Германии, Норвегии, Бельгии и других странах.

## Выставки
- 1958 год (Ленинград): Осенняя выставка произведений ленинградских художников 1958 года.
- 1960 год (Ленинград): Выставка произведений ленинградских художников 1960 года в Государственном Русском музее.
- 1965 год (Ленинград): Весенняя выставка произведений ленинградских художников 1965 года.
- 1968 год (Ленинград): Осенняя выставка произведений ленинградских художников 1968 года.
- 1969 год (Ленинград): Весенняя выставка произведений ленинградских художников 1969 года.
- 1974 год (Ленинград): Весенняя выставка произведений ленинградских художников 1974 года.
- 1975 год (Ленинград): Наш современник. Зональная выставка произведений ленинградских художников 1975 года.
- 1977 год (Ленинград): Выставка произведений ленинградских художников 1977 года, посвящённая 60-летию Великого Октября.
- 1978 год (Ленинград): Осенняя выставка произведений ленинградских художников 1978 года.
- 1980 год (Ленинград): Зональная выставка произведений ленинградских художников 1980 года.
- 1981 год (Ленинград): Выставка произведений художников — ветеранов Великой Отечественной войны.
- Январь 1992 года (Париж): Выставка «Санкт-Петербургская школа».
- Март 1992 года (Париж): Выставка «Санкт-Петербургская школа».
- Февраль 1993 года (Брюссель): Выставка «Русские художники».
- 1996 год (Санкт-Петербург): Выставка «Живопись 1940—1990-х годов. Ленинградская школа» в Мемориальном музее Н. А. Некрасова.